# Til It Happens to You
Til It Happens to You è un brano della cantante Lady Gaga, prodotto e scritto dalla stessa assieme a Diane Warren per il documentario The Hunting Ground, che sensibilizza sulle violenze sessuali che avvengono nei campus universitari statunitensi.
Nella canzone, la cantante racconta le violenze che subì all'età di 19 anni. Diane Warren ha parlato più volte della collaborazione con Lady Gaga affermando che il brano avrebbe toccato il cuore delle persone e che può essere correlato anche ad altri aspetti della vita di chi lo ascolta: "Potrebbe essere una rottura, la morte di qualcuno, qualcosa che si è perduto e qualcuno che ti dice che andrà tutto bene, mentre tu senti che stai morendo dentro".
A partire da fine febbraio 2015 sono finite in rete alcune versioni registrate a bassa qualità durante i titoli di coda del documentario, in attesa della pubblicazione ufficiale del singolo della cantante. Il brano non è un singolo che anticipa l'uscita di un nuovo album.
Il 19 agosto 2015 trapela online la versione ufficiale della canzone e viene annunciata la pubblicazione del video del brano nelle prime settimane di settembre; viene reso noto che Lady Gaga non apparirà nel video.
La canzone è stata pubblicata ufficialmente il 18 settembre 2015 sulle piattaforme digitali, ed è stato pubblicato anche il relativo video.
Til It Happens To You ha ricevuto varie nomination, tra cui quella agli Oscar nella categoria "Best Original Song", ai Grammy Awards in "Best Song Written for Visual Media" e agli Emmy Awards in "Original Music" (premio in seguito vinto). La canzone è stata la prima nella storia ad essere stata nominata a tutti e tre i sopracitati premi.

## Descrizione

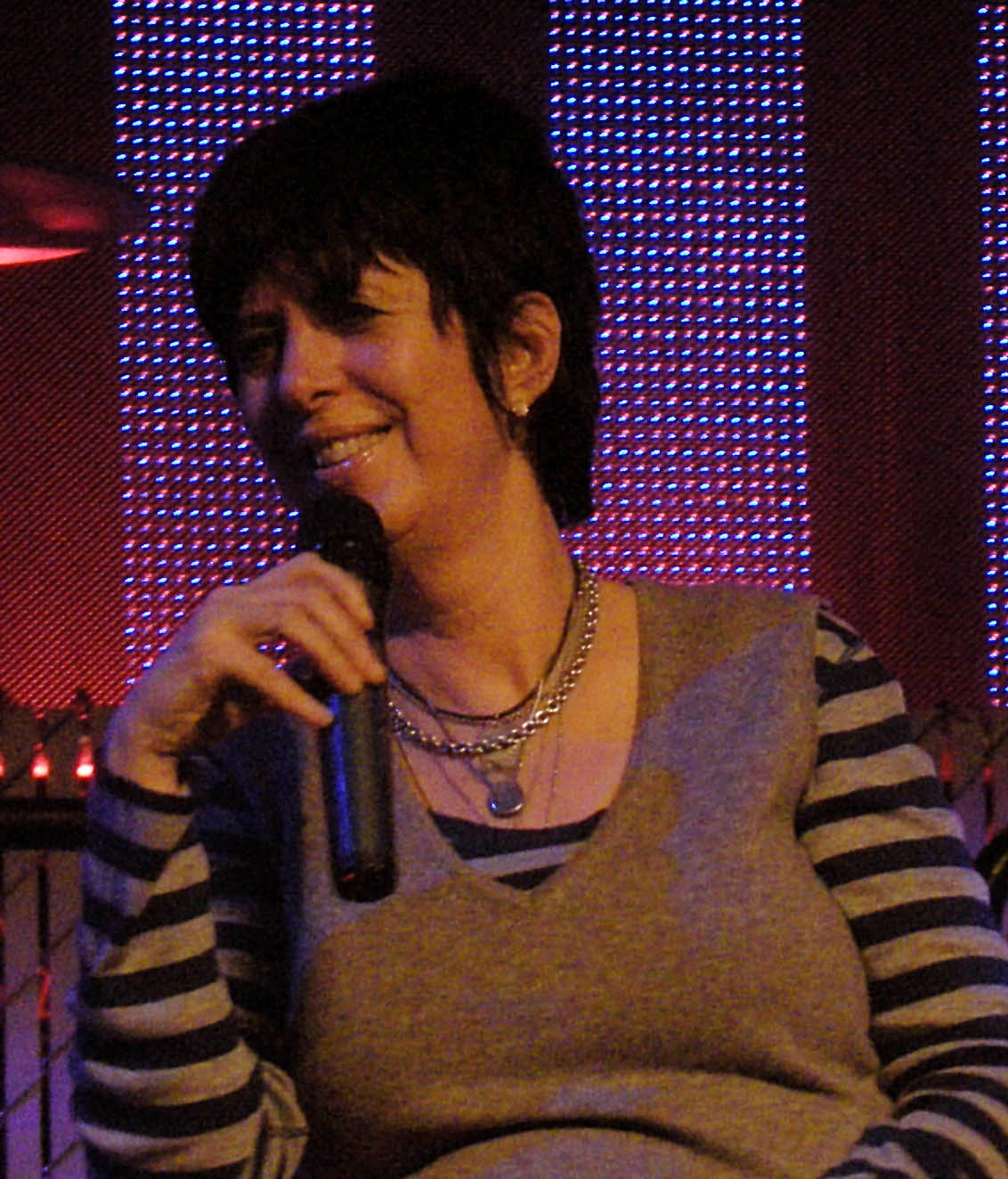
Diane Warren, co-scrittrice del brano con Lady Gaga

Til It Happens to You è un brano cupo che caratterizzato dalla produzione orchestrale e archi svettanti. La ballata pop trasporta un messaggio di potenziamento: "Tenere la testa e essere forte / Quando cadi devi alzarti", ed è stato descritto come "agitante ed emozionale". Con una produzione classica, la canzone sottolinea la voce di Gaga, mantenendo l'attenzione per i testi:. "Finché non succede a te / non puoi capire quello che provo, come ci si sente / finché non succede a te, non puoi capire, non sarà vero / No, non sarà vero, non potrai capire come mi sento ". Il testo chiede a quelli che sono vittime come far fronte, o fingere di capire il loro assalto, per cercare e stare nei loro panni. Gaga dice che alcuni eventi hanno bisogno di essere sperimentati per capirli. Il primo verso è cantato da Gaga con una voce vulnerabile, che cambia a poco a poco in un tono aggressivo, che poi cambia e diventa come quella di un sopravvissuto durante i versi finali. Secondo la partitura pubblicata a Musicnotes.com, la canzone è impostata nella firma tempo comune per un tempo lento di 59 battiti al minuto. È composto nella chiave di un minore con la voce di Gaga che vanno da E3 a D5. Il brano segue in una sequenza di base di Am-C-Fmaj7-C-G / B come la sua progressione di accordi.
Til It Happens to You è stata scritta da Diane Warren e Lady Gaga, e registrata da quest'ultima per The Hunting Ground (2015), un film documentario sugli abusi sessuali nelle università degli Stati Uniti. Il regista Kirby Dick e il produttore Amy Ziering volevano qualcuno con l'influenza "maggiore" per registrare una canzone per il film, credendo che potesse generare pubblicità e promuovere il soggetto. Hanno contattato il produttore esecutivo Paul Blavin, spiegando la loro idea e hanno aggiunto che non avevano le risorse per trovare qualcuno. Balvin ha iniziato a cercare e si è incontrato con il supervisore musicale Bonnie Greenberg, che lo presentò alla Warren. La Warren è stata esaltata dall'idea dicendo: "Non posso non scrivere una canzone per voi e non posso non scrivere una canzone per questo film, ho intenzione di regalarvela." Ha scritto la canzone dopo aver visto scene del film quasi un anno prima della pubblicazione della traccia. Diane Warren poi ha chiamato Lady Gaga, inviandole una demo grezza, ma era incerta circa il suo coinvolgimento; quest'ultima ha accettato la canzone e ha deciso di registrarla.

## Pubblicazione
Il documentario è dotato di due versioni della canzone, uno durante il corpo del film e la seconda alla sua chiusura, e mette in evidenza le sequenze del dolore della violenza sessuale. Mentre il brano viene eseguito, il soggetto principale, un superstite all'abuso, ricorda l'impatto degli stupri mentre cammina intorno ad un campus universitario.
Ziering ha detto che avere Lady Gaga che canta il brano ha soddisfatto il loro bisogno di pubblicità dal momento che "ha portato tutta un'altra demografica. Chiunque abbia quel tipo di piattaforma per raggiungere tutti i tipi di persone che forse non sarebbero necessariamente inclini ad essere interessate al vostro problema ... è incredibile". Til It Happens to You è trapelato su Internet prima che fosse ufficialmente pubblicato, attraverso una registrazione non ufficiale fatta alla prima del film al Sundance Film Festival 2015. Nel mese di aprile 2015, Warren ha confermato che la canzone avrebbe avuto una pubblicazione ufficiale ed era in attesa di un mixaggio audio finale da Gaga. È stata poi resa disponibile per il download digitale il 18 settembre 2015.

## Accoglienza
Jeff Benjamin da Fuse ha osservato che la canzone contiene un "messaggio forte", mentre la composizione era evocativa del suo "mordere" ballate come Dope. Brennan Carly da Spin ha detto che la canzone "mette in evidenza l'evocativa voce di Gaga" ed è simile a Speechless e Gypsy. Durante la revisione del documentario, Leslie Felperin di The Hollywood Reporter ha detto che la canzone ha fornito "una scossa extra di pregnanza" nel film. Lauren Valenti da Marie Claire ha descritto il brano come "robusto e orchestrale". Lei ha complimentato la scelta di Gaga di cantare la canzone, a causa del collegamento della cantante con abusi sessuali. Bradley Stern da MuuMuse l'ha anche paragonato a Dope e Speechless, mentre confrontando la disposizione stringe alla musica di Lana Del Rey. Per Manohla Dargis del New York Times, Dick era in grado di cambiare con successo l'umore cupo del documentario, con l'inclusione del brano. Spencer Kornhaber da The Atlantic ha elogiato il canto e la voce di Gaga, dicendo che "Anche con tale argomento cupo, il boom di consegna e fraseggio drammatico probabilmente fa ricordare alla gente del tempo in cui 'Bad Romance' dominava le radio".
Dichiarando la canzone come release "più agitata" di Gaga, Michelle Geslani da Consequence of Sound afferma: "Un certo numero di spazzamento e intensamente potente - non è solo una qualsiasi canzone pop ordinaria". Christopher Tapley da Variety ha elogiato sia Gaga e Warren, descrivendola come "una sorta di inno per la causa ... si tratta di uno dei più forti contendenti in gara di quest'anno per la migliore canzone originale agli Oscars. Ma molto di più, è un grido per un movimento ". Lisa Wright ha scritto nel NME che la canzone è" un cupo che si addice al pianoforte con testi che raffigurano la frustrazione di essere detto di prendere te stesso e portare avanti da persone che non potevano capire la vostra situazione". Robbie Daw del Idolator ha affermato che i" potenti, spiazzanti visivi sono stati accompagnati da" una forte performance vocale "di Gaga. Bretagna Spanos da Rolling Stone l'ha definito" un brano evocativo ", che ha evidenziato la voce di Gaga. Credeva che può essere "un perfetto vincitore di un Grammy dopo l'album con Tony Bennett" e "una vittoria agli Oscar sarebbe un trionfo dopo il fallimento totale e commerciale di Gaga con il più recente Artpop e contribuire a rompere la striscia perdente di Warren allo show ".

## Video musicale

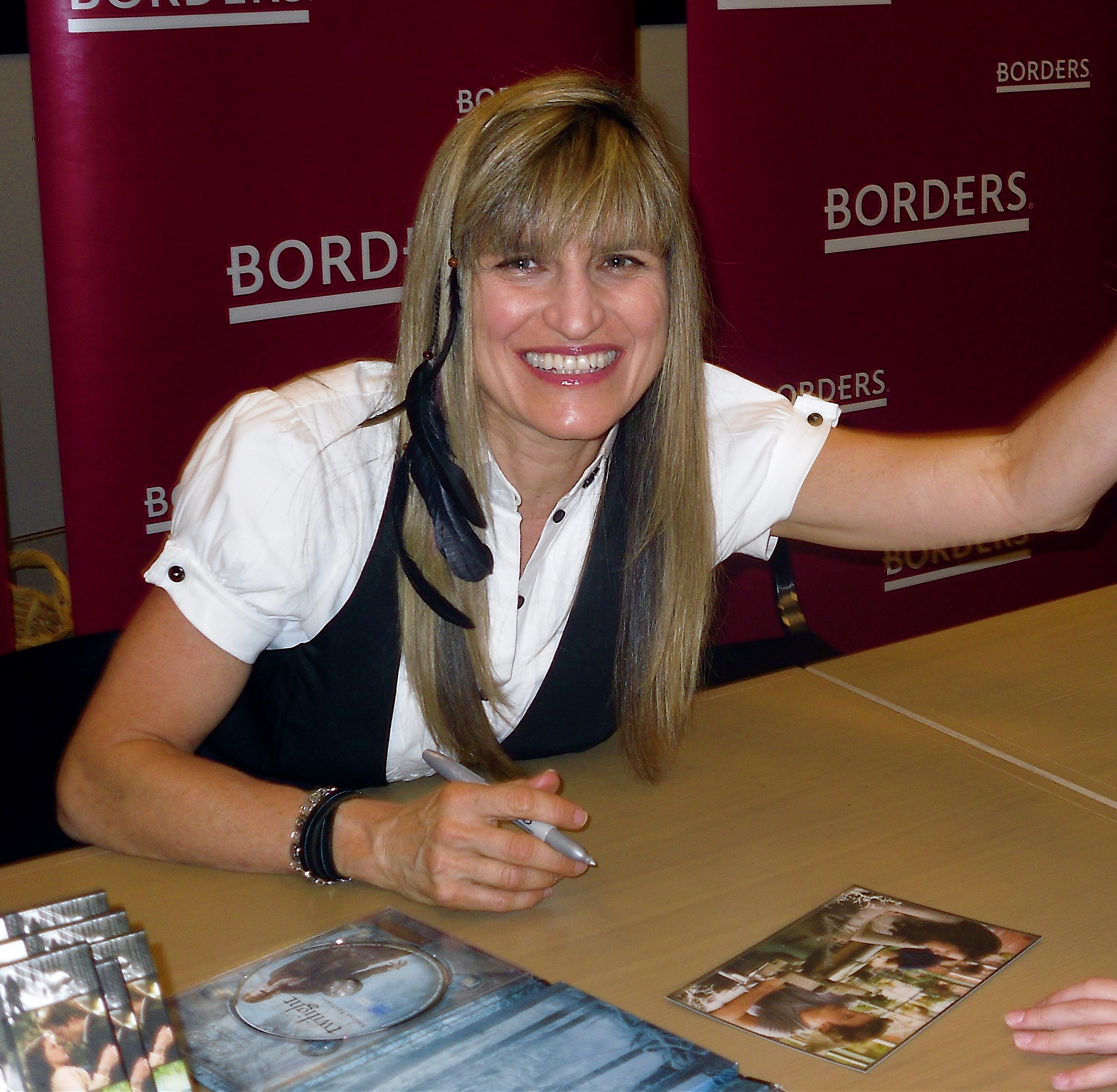
La regista del video Catherine Hardwicke

Nel mese di agosto 2015, è stato annunciato che della canzone sarebbe stato pubblicato un video, diretto da Catherine Hardwicke, per sensibilizzare l'opinione sulle aggressioni sessuali nei campus universitari. L'Hollywood Reporter lo ha descritto come "un riflettore emotivo su giovani donne in situazioni vulnerabili che gli studenti universitari sapranno prontamente riconoscere" Hardwicke dice un importante messaggio: "Non si può guardare il documentario senza urlare verso lo schermo. Abbiamo cercato di catturare queste storie in un modo molto viscerale e aggiungere un'altra voce di questo potente invito all'azione ". I costi di produzione sono stati sottoscritti dai produttori esecutivi del film, Paul Blavin e Regina K. Scully. Il video è stato pubblicato lo stesso giorno della pubblicazione digitale, con Gaga che aggiunse: "Speriamo di sentire l'amore e la solidarietà attraverso la canzone e forse trovare un po 'di pace nel sapere non solo attraverso questo film ". Warren ritiene che il video abbia sensibilizzato le vittime di stupro a farsi avanti e parlare dell'assalto subito: "Sembra come se fossero tutti provenienti da questo armadio buio in stato reticente. Non ne avete mai parlato. Ma ora, la gente lo sta dicendo, 'Non dobbiamo essere vittime ancora di più, stiamo andando a parlare di ciò, che si tratti di un campus o ovunque'. Voglio che la gente sappia che non sono soli e non sono vittime, ma sono sopravvissuti".

### Sinossi

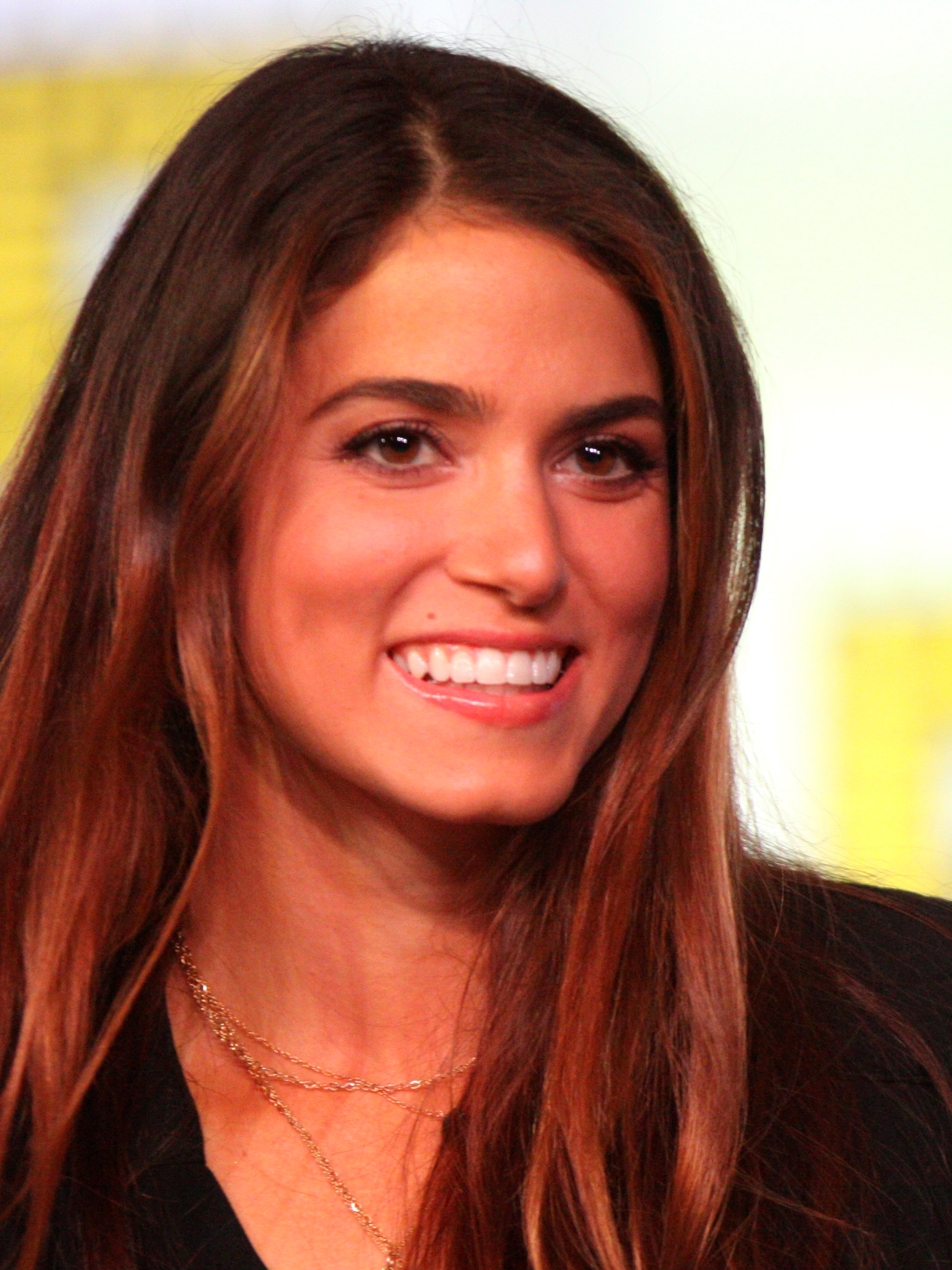
L'attrice Nikki Reed, presente nel video

La clip mostra degli abusi sessuali e il modo in cui affrontarli. Il video, girato in bianco e nero, si apre con un messaggio di avviso: "Il seguente video contiene contenuti grafici che possono essere emotivamente inquietanti ma riflettono la realtà di ciò che accade quotidianamente nei campus universitari." Poi, il filmato mostra una ragazza che cammina attraverso un corridoio vuoto, seguita da giovani in varie attività in un campus universitario: lettura (interpretato dall'attrice Nikki Reed), un transgender nella stanza da bagno, viene violentata lì dentro da un uomo di cui non si scopre il viso, partecipare ad una festa (ritratta dall'attrice Kiersey Clemons). Tuttavia, essi sono tutti sottoposti a violenze sessuali: ad esempio, in una scena due ragazze vengono drogate e poi violentate a una festa. Mentre le immagini si alternano, viene mostrato che le ragazze esprimono le loro emozioni scrivendo parole su loro stesse. In definitiva trovano conforto e speranza nell'amicizia, e lasciano il college con i loro amici, con delle parole positive scritte su alcune parti del corpo. Alla fine del video musicale viene visualizzato un messaggio: "Una donna universitaria su cinque sarà aggredita sessualmente quest'anno a meno che non cambi qualcosa"; si chiede inoltre un feedback ai visualizzatori da lasciare sulla pagina Facebook di The Hunting Ground e ItsOnUs.org, sito web di supporto della Casa Bianca per le persone che hanno subito una violenza sessuale. Una parte dei proventi delle vendite digitali del brano sarà devoluto a organizzazioni di sostegno alle vittime di violenza sessuale."

### Accoglienza
Kornhaber ha descritto il video come "cupo, socialmente consapevole". Christopher Rosen da Entertainment Weekly ha descritto la clip come "potente, inquietante ed emozionale". Scrivendo per il Daily Telegraph, Radhika Sanghani ha dichiarato che ogni scenario nel video è apparso realistico e ha scritto :"facendo in modo che gli attacchi si differenziano per posizione, scenario e le apparizioni di entrambi stupratore e la vittima, Gaga rompe il mito che vi sia un 'stupro tipico'". Corinne Heller da E! credeva che il "grafico, emotivo e difficile da guardare" video è stato in grado di fornire un "messaggio forte", uno che era vicino a Gaga a causa della sua esperienza di stupro nella vita reale. Wright ha descritto il video per NME come " brutale, con raffigurazioni strazianti degli stupri". Ha aggiunto che le statistiche di stupro alla fine del video erano "orribili", ma complimenti a Gaga per usare la sua popolarità per promuovere la consapevolezza del soggetto. Loretta Donelan credeva che i precedenti video musicali di Gaga avevano aspetti politici ma erano aperti a interpretazioni. Ma con il video musicale di "Til It Happens To You", ha mostrato maturità grazie alle caratteristiche della "scene agghiaccianti di aggressioni sessuali".
Alex Rees da Cosmopolitan ha ritenuto che il video conteneva "riprese a disagio", ma ha aggiunto che le immagini "emotivamente sconvolgenti" sono state in grado di riflettere sulla realtà effettiva di ciò che accade nei campus universitari. Claire Hodgson dalla stessa pubblicazione ha descritto la clip come un "ben girato, brillantemente agito cortometraggio", che "in realtà non si tira indietro quando si tratta di ritrarre il vero orrore della violenza sessuale nel modo più grafico possibile". Emily Shire da The Daily Beast è stata positiva sulla clip, definendola: ". sia agghiacciante e bella e l'effetto complessivo è tanto, se non di più, un credito per un acclamato regista come Catherine Hardwicke". Tuttavia, Shire ha deluso con un aspetto della PSA - che le vittime sono supportati dai loro amici e primi quelli e che è stato sufficiente a far fronte attraverso il trauma. Invece Shire voleva vedere le ramificazioni legali di tali abusi traumatici, con le vittime alla polizia. Shire ha concluso la revisione dicendo:. "Gaga e Hardwicke meritano puntelli per la creazione di un tale PSA potente, viscerale, ed esteticamente sorprendente. Hanno portato una quantità enorme di attenzione allo stupro e violenza sessuale. Eppure, l'attenzione da sola è un inadeguato balsamo per le vittime di stupro". Al contrario, Dan Solomon di Fast Company credevano che il video dia una "dichiarazione importante da Gaga".

## Premi
Til It Happens To You ha vinto il premio per la "migliore canzone in un documentario" agli Hollywood Music Media Awards, che si sono svolti l'11 novembre 2015, e per la "migliore canzone originale" ai Satellite Awards 2015. Altre candidature per la canzone provenivano dai Critics' Choice Awards 2015 e St. Louis Film Critics Association (StLFC), dove è stato nominato per la categoria Miglior canzone, da parte di Georgia Film Critics Association e Denver Film Critics Society, dove è stato nominato per la migliore canzone originale, e dai 58° Grammy Awards per la migliore canzone scritta per un visual media. Il 15 gennaio 2016, Til It Happens to You è stato nominato per un Academy Award nella categoria Miglior canzone originale per gli 88º Academy Awards nel 2016. È il quinto brano da un documentario ad essere nominato per un Academy Award per la migliore canzone originale; Gaga ha dedicato la nomina alle vittime di violenza sessuale, caricando la dedica sul suo account Twitter. Lady Gaga e Diane Warren sono state inoltre premiate agli 11° Los Angeles Italia Film, Fashion and Art Fest, con il Festival of the Year Award. La canzone vince anche un iHeartRadio Music Award. Dopo la nomination agli Emmy Awards 2016, la canzone è divenuta la prima nella storia ad essere stata nominata ai tre più importanti premi americani: Emmy, Oscar e Grammy. L'Emmy Award è stato in seguito vinto e la ricevente è stata Diane Warren.

## Successo commerciale
La canzone si è posizionata nelle classifiche del Belgio (Fiandre e Vallonia), mentre in Finlandia ha debuttato e raggiunto la posizione numero 21. In tutta Europa, ha raggiunto la posizione numero 46 in Francia, la numero 29 in Spagna e ha anche raggiunto la numero 5 nella Greece Digital Songs. Nel Regno Unito, la canzone è entrato nella UK Downloads al numero 67, mentre sulla Official Charts del Regno Unito ha raggiunto un picco del numero 171. La canzone inoltre ha raggiunto un picco del numero 52 in Scozia.
Negli Stati Uniti, Til It Happens to You inizialmente non è riuscita ad entrare nella Billboard Hot 100, entrando invece nella Bubbling Under Hot 100 Singles chart al numero due, il grafico che è un'estensione della Hot 100. Sulla Dance Club Songs, la canzone divenne il quattordicesimo ingresso di Gaga a raggiungere la cima della classifica, posizionando l'artista al 10º posto nella classifica degli artisti con il maggior numero di prime posizioni su quella classifica. È la sua prima canzone a raggiungere la numero uno da Applause (2013). L'ascesa alla cima della classifica dance è stata aiutata dalla trasformazione della ballata in una canzone da discoteca in 30 versioni remixate, comprese quelle di Dave Aude, Tracy Young e Dirty Pop. Dopo la performance agli Academy Awards a febbraio 2016, Til It Happens To You ha risalito la classifica iTunes di moltissimi paesi, arrivando a posizionarsi nella Top 10 di iTunes US ed è riuscita anche ad entrare nella Billboard Hot 100, alla posizione 95.

## Esibizioni dal vivo

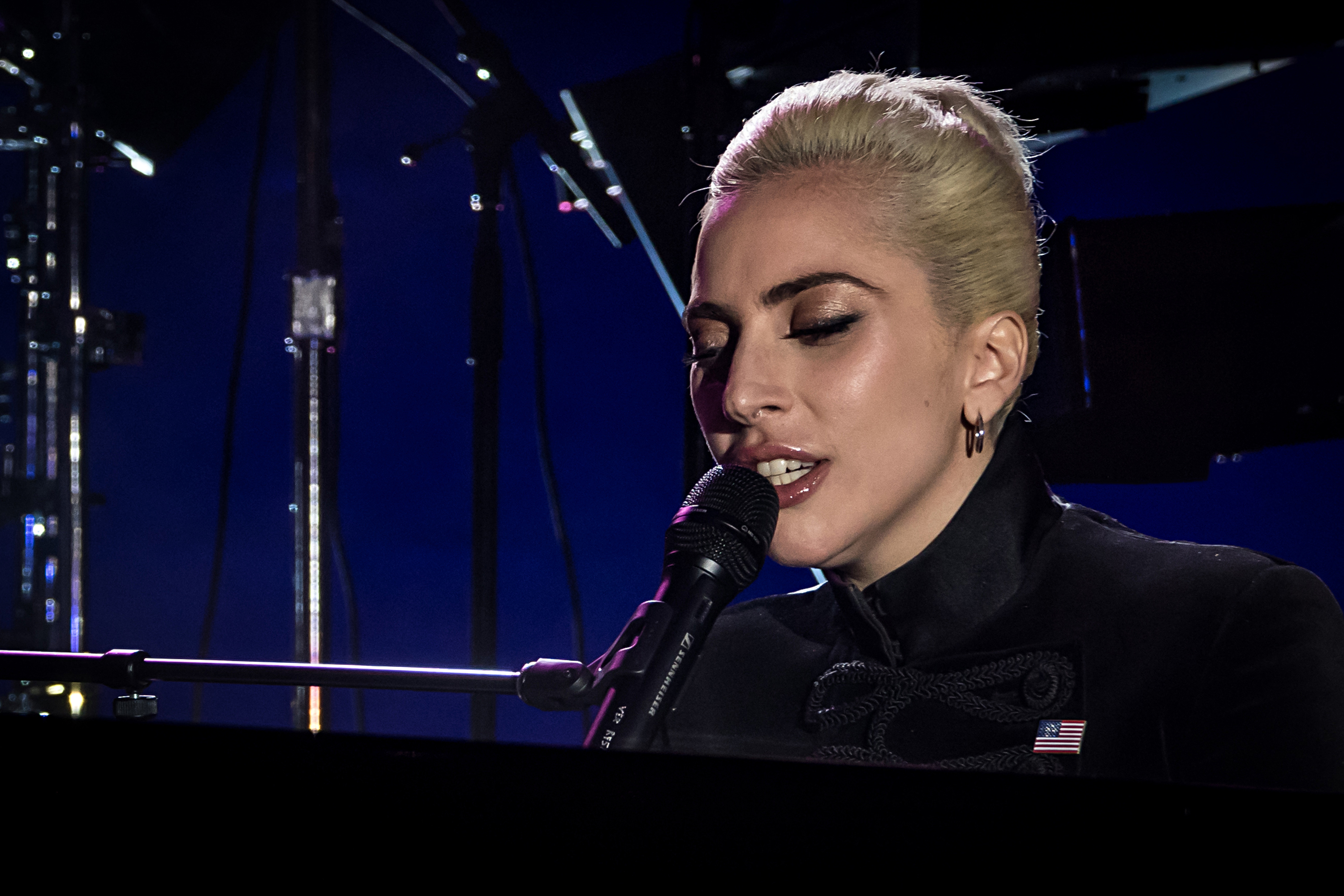
Lady Gaga canta Til It Happens To You durante l'evento Air B&B Open Spotlight

Gaga ha eseguito Til It Happens to You per la prima volta il 29 ottobre 2015 al gala annuale amfAR, insieme ad una cover di Bang Bang (My Baby Shot Me Down). Inoltre ha eseguito la canzone all'evento Billboard Women in Music l'11 dicembre 2015, dove è stata presentata con il premio per la donna dell'anno. La canzone è stata anche eseguita in un incontro privato presso il Peninsula Hotel di Beverly Hills. Il pubblico era composto dai registi e le vittime di stupro presenti nel documentario. Gaga ha riferito di diventare emotiva durante l'esecuzione del brano, e ha ringraziato i registi di aver incluso la canzone nel film.
Ha poi eseguito la canzone ai Producers Guild of America Awards 2015, dove è stato assegnato a The Hunting Ground il prestigioso Stanley Kramer Award. L'attrice America Ferrera ha introdotto Gaga, ma questa non era ancora pronta per entrare in scena; ciò ha portato ad alcuni momenti di "risata nervosa da parte del pubblico". Ferrera ha provato a scherzare sulla situazione fino a quando la cantante è finalmente arrivata davanti al pianoforte sul palco.
Lady Gaga ha cantato la canzone anche durante la cerimonia di consegna degli Oscar tenutasi il 28 febbraio 2016; in occasione dell'esibizione la cantante ha invitato con sé sul palco 50 vittime di stupro, tra maschi e femmine, per portare all'attenzione dei media l'argomento della violenza sessuale.

## Tracce
Testi e musiche di Lady Gaga e Diane Warren.
1. Til It Happens To You – 4:18

## Classifiche

### Classifiche settimanali
| Classifica (2015-16) | Posizione massima |
| -------------------- | ----------------- |
| Belgio (Fiandre)     | 45                |
| Belgio (Vallonia)    | 42                |
| Canada               | 46                |
| Francia              | 46                |
| Scozia               | 52                |
| Stati Uniti          | 95                |
| Stati Uniti (dance)  | 1                 |

### Classifiche di fine anno
| Classifica (2016)   | Posizione |
| ------------------- | --------- |
| Stati Uniti (dance) | 8         |